# Okopy (powiat bialski)
Okopy – osada leśna w Polsce położona w województwie lubelskim, w powiecie bialskim, w gminie Drelów.
W latach 1975–1998 miejscowość należała administracyjnie do województwa bialskopodlaskiego.